# Gymnothorax breedeni
Gymnothorax breedeni és una espècie de peix marí de la família dels murènids i de l'ordre dels anguil·liformes que es troba a l'Índic i a algunes zones del Pacífic.